# Vanhorniidae
Die Vanhorniidae sind eine kleine Familie der Hautflügler. In Mitteleuropa lebt eine Art, Vanhornia leileri Hedqvist.

## Merkmale
Es handelt sich um kleine Wespen mit einer Körperlänge von 6 bis 7 Millimeter. Auffallendstes Merkmal ist der Bau des weiblichen Legebohrers. Dieser ist lang und dünn und überwiegend freiliegend. Er tritt am Hinterleibsende aus und ist in Ruhelage nach vorn hin in eine Rinne auf der Bauchseite des Hinterleibs eingelegt. Da er länger ist als dieser (er erreicht Körperlänge), kurvt seine Spitze um die Basis des Hinterleibs herum nach oben und steht in einer freien Schlaufe zwischen den Flügeln nach oben. Weitere Merkmale sind: Die Kopfkapsel ist abgerundet mit runden Schläfen, die Mandibeln sind auf der Außenseite gezähnt (exodont). Die fadenförmigen Antennen inserieren sehr tief am Kopf, knapp über dem Clypeus, sie besitzen 13 Segmente. Der Vorderabschnitt des Rumpfs (Prothorax) ist zweigeteilt, der Vorderabschnitt in Seitenansicht dreieckig nach vorn verlängert, der Kopf dadurch halsförmig abgeschnürt. Der Rumpf ist stark sklerotisiert mit markanten Punktgruben, die jeweils ein kleines Haar tragen. Die klaren Flügel besitzen ein großes Flügelmal (Pterostigma). Am freien Hinterleib ist das erste Segment weitaus länger als alle anderen, die ersten vier Segmente sind zu einer kompakten, harten Struktur ("Carapax") verschmolzen. Die Tergite sechs bis acht sind bei beiden Geschlechtern teleskopartig in das Hinterleibsende eingezogen.

## Lebensweise
Wie alle verwandten Arten sind die Larven Parasitoide, sie parasitieren in Käferlarven. Die in Nordamerika verbreitete Vanhornia eucnemidarum parasitiert die holzbewohnenden Larven von Isorhipis ruficornis, Familie Eucnemidae in abgestorbenen Ahorn-Bäumen. Auch die europäische Vanhornia leileri hat als Wirt einen Eucnemiden, Hypocoelus cariniceps. Nach den wenigen Beobachtungen bewegen sie die Weibchen rasch mit einer Kombination von Laufen und kurzen Flügen in Bodennähe. Der lange, flexible Legebohrer ist nicht geeignet, hartes Holz zu durchbohren. Vermutlich wird er in Art einer Sonde in Gänge und Hohlräume eingeführt.

## Verbreitung
Die Vanhorniidae leben in Nordamerika, Ostasien, mit einer Art auch in Europa (holarktische Verbreitung). Die europäische Vanhornia leileri wurde aus Schweden erstbeschrieben, sie wurde inzwischen auch in der Schweiz und in Deutschland gefunden.

## Taxonomie, Systematik, Phylogenie
Die Vanhorniidae wurden vom Erstbeschreiber James C. Crawford zu Ehren von R.W. van Horn benannt, der die Tiere entdeckt hatte.
Die Familie umfasst, je nach wissenschaftlicher Auffassung, zwei oder drei Gattungen. Die Gattung Heloseriphus mit den Arten H.castor und H.pollux, die aus Kanada beschrieben worden ist, wurde ursprünglich in diese Familie gestellt, wird aber heute meist in die Proctotrupidae einbezogen. Damit verbleiben nur noch zwei Gattungen und drei Arten:
- Vanhornia eucnemidarum. Nordamerika, auch in Korea gefunden[6]. Typusart der Gattung
- Vanhornia leileri. Europa
- Sinicivanhornia quizhouensis. China

Vanhorniidae gelten als artenarme Reliktgruppe mit basaler Stellung innerhalb der Proctotrupoidea, möglicherweise sind sie die Schwestergruppe der Proctotrupidae. Fossilien, die dieser Familie zugeordnet werden, sind nicht gefunden worden.